# Elaine Genovese
Elaine Genovese (ur. 11 stycznia 1991 w Pietà) – maltańska tenisistka, reprezentantka kraju w Pucharze Billie Jean King, medalistka igrzysk małych państw Europy i igrzysk śródziemnomorskich.

## Kariera tenisowa
W karierze wygrała trzy turnieje deblowe rangi ITF. 24 grudnia 2018 zajmowała najwyższe miejsce w rankingu singlowym WTA Tour – 902. pozycję, natomiast 29 maja 2023 osiągnęła najwyższą lokatę w deblu – 567. miejsce.
W 2007 roku po raz pierwszy reprezentowała kraj w zmaganiach o Puchar Federacji.
Na igrzyskach małych państw Europy wywalczyła łącznie dziesięć medali: w 2009 roku brąz w grze podwójnej, w 2013 roku srebro w grze podwójnej oraz mieszanej, w 2015 roku srebro w deblu i brąz w singlu, w 2017 roku srebro w grze podwójnej i brąz w grze pojedynczej oraz mieszanej, a w 2019 roku srebro w deblu i brąz w singlu. W 2022 roku na igrzyskach śródziemnomorskich wywalczyła srebrny medal w grze podwójnej.

## Wygrane turnieje rangi ITF
| turnieje z pulą nagród 100 000 $ |
| turnieje z pulą nagród 80 000 $  |
| turnieje z pulą nagród 60 000 $  |
| turnieje z pulą nagród 25 000 $  |
| turnieje z pulą nagród 15 000 $  |

### Gra podwójna
|    | Data       | Turniej   | Naw.    | Partnerka     | Przeciwniczki                | Wynik          |
| 1. | 14/07/2018 | Bukareszt | Ceglana | Soumeya Anane | Ioana Gașpar Camelia Hristea | 6:4, 3:6, 10–2 |